# Qui veut tuer Homer ?
Qui veut tuer Homer  (France) ou Qui veut la peau de Homer Simpson  (Québec) (The Great Louse Detective) est le 6e épisode de la saison 14 de la série télévisée d'animation Les Simpson. À partir de cet épisode, tous les épisodes des Simpson seront animés numériquement.

## Épisode
La famille Simpson est invitée à passer un week-end dans un centre de thalassothérapie. Alors qu'Homer se trouve dans le sauna, un mystérieux inconnu bloque l'entrée afin de l'empêcher de sortir. Krusty le clown ouvre la porte, ce qui sauve la vie d'Homer. Il va porter plainte auprès du Chef Wiggum qui va demander à un criminel « qui sait comment pense un tueur » d'aider Homer à retrouver son agresseur. Tahiti Bob s'installe donc chez les Simpson pour suivre Homer et mener son enquête. Homer se rend compte que les personnes qui lui veulent du mal sont en fait plus nombreuses que prévu, et il ne se pose pourtant pas de question quand il se fait élire Roi du Carnaval. Il va devoir faire le tour de la ville perché sur un char, alors que son tueur est toujours dans les parages.
Tahiti Bob se rend compte que le moteur du char ne fait pas de bruit et comprend que les freins ont été sabotés. Il se remémore tous les indices depuis le début de l'épisode et arrive à la conclusion que le tueur est Frank Grimes Junior et qu'il désire venger son père. Bob sauve Homer et tous deux se mettent à la poursuite de Frank Grimes Junior. Ils finissent par le coincer dans un cul-de-sac et il se fait arrêter par la police.
La mission de Bob est finie mais au lieu de retourner en prison, il parvient à se faire enfermer dans la chambre de Bart, afin d'accomplir son éternelle vengeance. Pourtant, au moment de le tuer, il se rend compte qu'il s'est habitué à lui et préfère le laisser en vie afin de continuer à réfléchir à la façon de le tuer, ce qui semble être son but dans la vie.